# Farkas Endre (katonatiszt)
Boldogfai Farkas Endre István (Nova, 1908. október 6. – Caracas, Venezuela, 1994. november 18.) magyar második világháborús katonatiszt, vezérkari őrnagy, a Magyar Érdemrend lovagkeresztjének tulajdonosa, tiszadobi nagybirtokos, a Közellátási minisztérium országmozgósítási osztály vezetője, 24. gyaloghadosztály vezérkari főnöke 1944. július 16. és augusztus 21. között, szervezője volt a caracasi venezuelai Magyar Háznak és a caracasi magyar római Katolikus Mindszenty Egyház-közösségnek az alapítója és az egyháztanácsi világi tagja, az MHKB (Magyar Harcosok Bajtársi Közössége) venezuelai fiókjának az alapító tagja.

## Családja és származása

A boldogfai Farkas család címere.

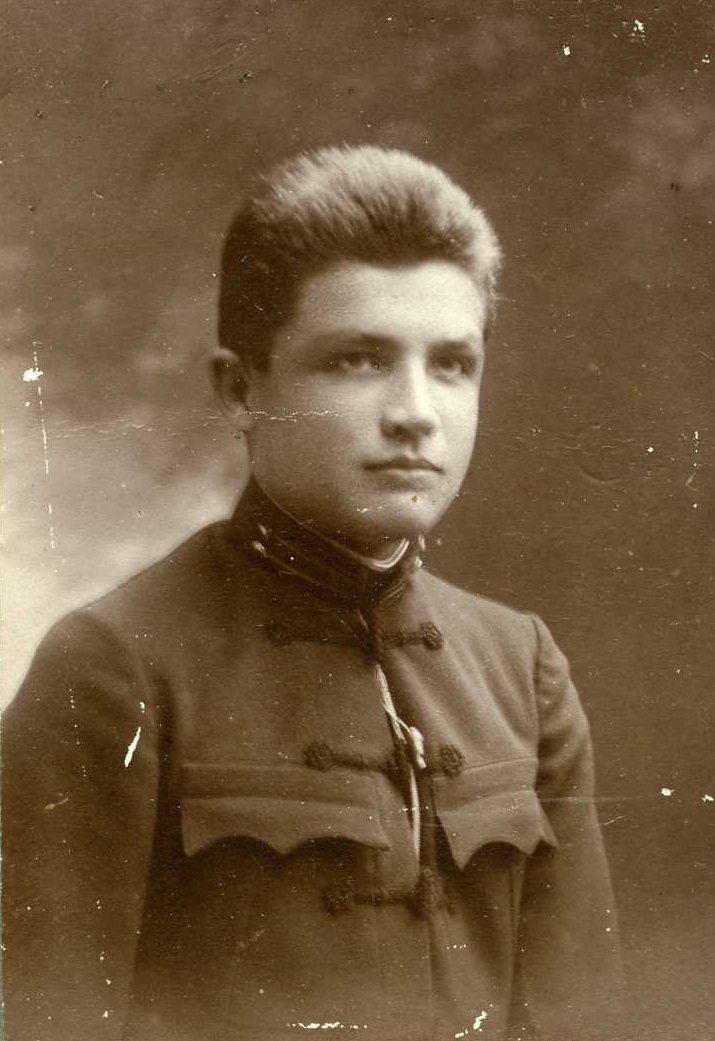
Boldogfai Farkas Endre gyerekkorában

Dr. boldogfai Farkas István sümegi főszolgabíróné persai Persay Erzsébet Julianna (1885-1913), Farkas Endre édesanyja.

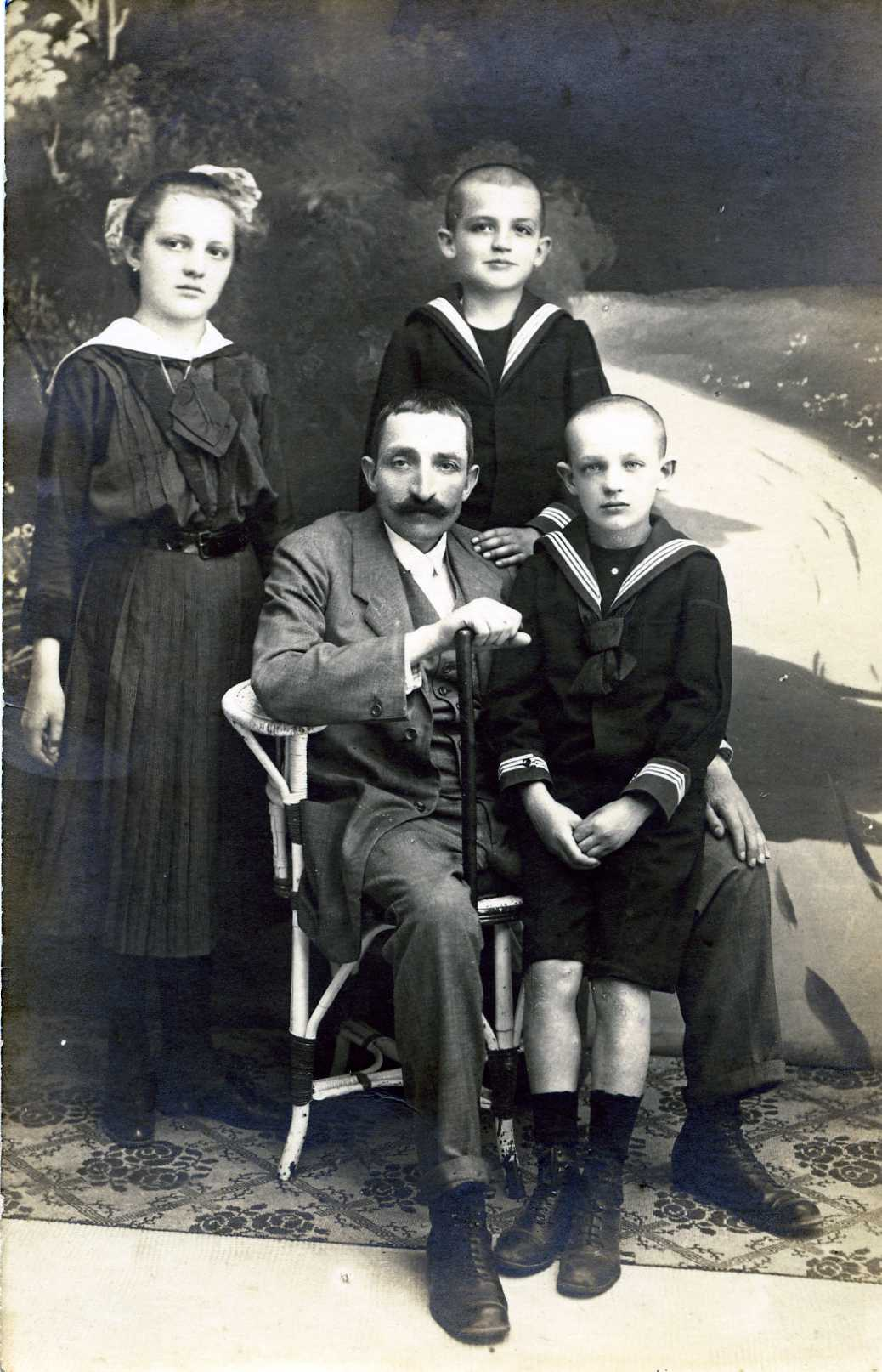
Dr. boldogfai Farkas István (1875-1921) sümegi főszolgabíró és gyermekei: Margit, Endre és Gyula (ölében)

A tekintélyes Zala vármegyei római katolikus ősrégi nemesi származású eőri és boldogfai Farkas család sarja, amely a 13. századra vezethető vissza. Apja dr. boldogfai Farkas István (1875-1921), jogász, a sümegi járás főszolgabírája, jegyző, és a veszprémi egyházmegyéhez tartozó 33 községből álló sümegi járás felelős vezetője, és egyben elsőfokú rendőrbírája is, édesanyja a Pest-Pilis-Solt vármegyei nemesi persai Persay családból való persai Persay Erzsébet Julianna (1885-1913). Édesanyja révén a nemeskéri Kiss-, valamint az ősrégi tápióbicskei Bitskey család leszármazottja volt. Anyai nagyszülei persai Persay Gyula (1855-1924), gyógyszerész, novai birtokos, Zala vármegyei bizottsági tag, a "Nova és Vidéke Takarékpénztár Részvénytársaság" vezérigazgatója, a Függetlenségi és Negyvennyolcas Párt novai vezetője, földbirtokos, és nemeskéri Kiss Erzsébet (1867-1888) voltak. Farkas Endre apai nagyszülei boldogfai Farkas Ferenc (1838-1908), Zala vármegye számvevője, pénzügyi számellenőre, Zala vármegyei bizottsági tag, a zalai gazdakör tagja, virilista, földbirtokos és a nemesnépi Marton családnak a sarja nemesnépi Marton Zsófia (1842-1900) úrnő voltak. Apai ági felmenői között a lovászi és szentmargithai Sümeghy-, a barkóczi Rosty-, a zalalövői Csapody család-, valamint az osztopáni Perneszy családok találhatóak; a zicsi Zichy-, a meszléni Meszlény-, a Hahót nemzetségbeli csányi Csány-, a pakosi Paksy-, a németújvári Batthyány-, a nádasi Nádasdy családok is lelhetők az egyenesági felmenői között. Farkas Endre édesanyjának az elsőfokú unokatestvére, nemeskéri Kiss István (1894-1967) altábornagy volt. Farkas Endre apjának a másodfokú unokatestvére boldogfai Farkas József (1857-1951), országgyűlési képviselő, földbirtokos volt. Farkas Endre nővére, boldogfai Farkas Margit (1905-1990) úrnő, akinek a férje dr. forintosházi Forintos György (1902-1958), jogász, az igazságügyi minisztérium osztályfőnöke volt; bátyja boldogfai Farkas Gyula (1907-1938), főhadnagy, valamint öccse boldogfai Farkas István Sándor (1918-1975), főhadnagy volt. Farkas Endre elsőfokú unokatestvére Boldogfai Farkas Sándor (1907–1970), szobrász-, éremművész volt. Farkas Endre nagybátyja vitéz boldogfai Farkas Sándor (1880–1946), császári és királyi ezredes, az Osztrák Császári Vaskorona-rend lovagja, Zala vármegye Vitézi Rend székkapitánya volt. Nagybátyja nemesvitai Viosz Ferenc (1861–1918), jogász, a nagykanizsai járás főszolgabírája, földbirtokos, aki az apjának, Farkas Istvánnak, a féltestvére volt. Unokatestvére boldogfai Farkas Margit (1888–1972), földbirtokos, a Zala megyei Magyar Nők Szentkorona Szövetségének az ügyvezető elnöke, a Göcseji Egyesület társelnöke, akinek a férje udvardi és básthi dr. Udvardy Jenő (1880–1941) magyar királyi kormányfőtanácsos, a zalaegerszegi ügyvédi kamara elnöke, Zalaegerszeg megyei város tiszti főügyésze, a legitimista Zala megyei Magyar Férfiak Szentkorona Szövetségének az alapító elnöke volt. Farkas Endre keresztszülei az anyai nagyapja persai Persay Gyula (1855–1924), novai gyógyszerész, földbirtokos, és annak a második felesége Kim Margit (1865–1956) asszonyság voltak.

## Fiatalkora
Farkas Endre és testvérei az apai nagyszüleit nem ismerték, anyai nagyanyja, Persay Gyuláné nemeskéri Kiss Erzsébet asszonyság még 1888-ban hunyt el; Persay Gyula második neje, Kim Margit, aki tulajdonképpen a gyerekeknek a mostoha-nagyanyja volt, a neveltetésükkel foglalkozott és igazi szeretettel gondoskodott róluk. Persay Gyuláné Kim Margitnak jutott a feladata, hogy mostohaleányát, Farkas Istvánné Persay Erzsébetet nevelje fel, de mostohaunokaiért is kellett gondoskodnia majd. Farkas Endre anyai nagybátyja, persai Persay Andor (1889–1938), novai okleveles gyógyszerész, gyógyszertár-tulajdonos, az 1919-es alsólendvai ellenforradalom egyik résztvevője, a "Nova es Vidéke Takarékpénztár Részvénytársaság" igazgatósági tagja, iparhatósági biztos, földbirtokos, az Ferenc József arany érdemkereszt, valamint az osztrák vitézségi érem tulajdonosa volt.
Endre alig 5 évesen vesztette el az édesanyját; apja a gyermekei anya nélküli helyzetet szeretve orvosolni feleségül vette pósfai Horváth Johanna (1883-1919) kisasszonyt, akinek a leánytestvére pósfai Horváth Irma (1884-1959), boldogfai Farkas Lajosnak (1878-1930) a felesége. Farkas Lajos az öccse volt boldogfai Farkas főszolgabírónak, és ilyen módon ezzel két fivér két leány testvérrel voltak házasságban. A grazi származású magyar és német nyelven jól beszélő Šarapatka Ida nevelőnő gondoskodott a sümegi főszolgabíró gyerekeiről. Farkas Endre és Gyula megtanultak vadászni és lovagolni, Farkas Margit pedig kiválóan zongorázott.
Fiatal korában – a Magyarországi Tanácsköztársaság zűrzavaros idejében – egy nagy tömeg a sümegi lakásukba tört be. Kirabolták a családot és Endre édesapját, a helyi főszolgabírót, kegyetlenül elverték. Édesapjának a húga, boldogfai Farkas Zsófia (1884-1948 úrnő, Fangler Béla (1877-1952) nemzetgyűlési képviselő neje. Fangler Béla a Tanácsköztársaság elleni Alsólendvai ellenforradalom egyik vezetője volt, amely az első szervezkedés volt a kommunisták hatalomba kerülése után. A Tanácsköztársaság Farkas István főszolgabíró lemondott hivataláról és kedves barátjához, forintosházi dr. Forintos Géza földbirtokos mihályfai kúriájába költözött. Nem sokkal később, Farkas István második felesége, pósfai Horváth Johanna, is elhunyt 1919 májusában. Másfél évvel később Farkas Endre apja megbetegedett és meghalt. Endre 13 évesen teljes árvaságra jutott és az anyai nagyapjánál Persay Gyulánál nevelkedett, aki egyben a gyámja is lett a két fiútestvérnek és a leánytestvérének. Anyai nagyapja, Persay Gyula, gyógyszerész volt, 1886-ban megalapította az "Őrangyal" nevű gyógyszertárt Nován, egyben a "Nova és Vidéke Takarékpénztár Részvénytársaságnak" a vezérigazgatója volt.
Bátyjával, Farkas Gyulával, együtt a sümegi alreáliskolába járt, majd a III-IV osztályt a kőszegi magyar királyi alreáliskolai nevelőintézetben végezte 1922-ben. Ezután kaptak ösztöndíjat a budapesti Bocskai István magyar királyi reáliskolái nevelőintézetben. A tanítási szüneteken vonatoztak Novára anyai nagyszüleit meglátogatni; ekkor mindig átszálltak Zalaegerszegen, ahol töltöttek egy napot apai nagynénjüknél, Fangler Béláné boldogfai Farkas Zsófia (1884-1948) asszonynál, aki hosszú éveken keresztül a helyi egerszegi katolikus nőegyletnek az elnöke volt és az akkori zalaegerszegi plébánossal Pehm Józseffel szorgalmasan dolgozott együtt. Ilyenkor Pehm (Mindszenty) József mindig kérte az asszonyt, hogy látogatóba hozza magához a néhai főszolgabíró árva gyerekeit, hiszen tudni akarta, hogy vannak, hogy fejlődnek.

## Katonai pályafutásának kezdete
1926. június 24-én, a Bocskai István magyar királyi reáliskolában érettségizett le Budapesten. A Ludovika Akadémián négy féléves képzését 1930. augusztus 18-án, 22 évesen fejezte be tüzérhadnagyként az I. Ferenc József 100. születésnapjának alkalmából[pontosabban?]. 1930. augusztus 18-án Kecskemétre osztályhoz beosztották. 1932. október 1-jén, az aknavető ütegtől az osztály parancsnok törzséhez helyezték át. Ismeretségi körének köszönhetően 1932 végén Gömbös Gyulával találkozott egy magán összejövetelen, amelyen náciellenes elhatározásokat és elméleteket osztottak meg egymással teljes egyetértésben (Farkas Endre akkori náciellenes állása tovább is tartott még Szálasi Ferenc rövid kormányzása alatt); Gömbös Gyulának a második felesége horogszeghi Szilágyi Erzsébet és Farkas Endre távoli vérrokonságban állt: Szilágyi Erzsébetnek az apai nagyanyja, horogszeghi Szilágyi Gáspár győri püspöki jószágkormányzóné nemeskéri Kiss Antónia (1827–1909) asszony volt, akinek az öccse nemeskéri Kiss István (1833–1884), gyógyszerész, boldogfai Farkas Endrének az anyai dédapja. Farkas Endre ekkor már egészen fiatal korában veszélyesnek és természetellenesnek tartotta a nemzetiszocializmust, mivel őt leginkább monarchista (legitimista) elvek alapján nevelték fel; az unokatestvére udvardi és básthi dr. Udvardy Jenőné boldogfai Farkas Margit, valamint második unokatestvérének, boldogfai dr. Farkas Tibornak, nagynénjének, Fangler Béláné boldogfai Farkas Zsófiának a legitimista befolyása erősnek bizonyult az árva Farkas Endrén. Farkas Endre az emlékirataiban elmeséli, hogy amikor a hadiiskola felvételi vizsgáját letette egy írásban tett kérdés helyes megválaszolását kérték: "A kérdés: „Hogyan látja Trianonban megcsonkított hazánk jövő politikai lehetőségét a távoli jövőben a Kárpát medencében a Kormányzó Úr állami vezetésének ideje alatt?” Feleletemet az első három között adtam be írásban. Válaszomban erősen kiemeltem a közeli II. Világháború elindítása után bennünket hitleri II. Német Birodalomból származó veszélyeket." A német ellenességének az okát részletezi az emlékirataiban ahol kijelentette azt, hogy: ""Én pedig már a két éves hadiiskola sikeres elvégzése előtt is kegyetlen német gyűlölő voltam minden téren. Ennek egyik okát egy kezembe jutott német újság váltotta ki. Ebből tudtam meg, hogy mi a német terv hazánk ellen, katonai és polgári téren egyaránt, mely minden-terű kirablást jelentett."
1933. október 2-ától 1934. április 30-áig a budapesti tüzértiszti lovagló tanfolyamba vezényelték hallgatóként. 1933. november 1-jén főhadnaggyá nevezték ki. 1934. október 1-jén a 2. üteg I. szakaszhoz fog. tiszti helyre helyezték át. A magyar királyi „Losonczy István” V. honvéd tüzérosztálytól a budapesti szab. ismertető tanfolyamba[pontosabban?] való egyidejű tartós vezénylése mellett, a magyar királyi „Mária Terézia” 1. honvéd gyalogezred állományba helyezték át. 1937. május 1-jén a magyar királyi V. hadtest vezérkari parancsnoksághoz Szegedre vezényelték, majd 1937. november 1-jén állományba helyezték át Szegeden, és az anyagi alosztály vezetőül osztatták be. 1938. január 21-én a katonai gépjárműveztetői vizsgát sikerrel letette. 1939 május 1-jén vezérkari századosnak nevezték ki főhadnagyból a vezérkari szolgálatot teljesítő tisztek csoportjába való egyidejű áthelyezés mellett.
Az 1938.ik év igen fájdalmasnak bizonyult Farkas Endrének mivel két közeli rokona meghalt: 1938. február 27.-én anyai nagybátyja, persai Persay Andor (1889–1938), novai gyógyszerész, hosszú szenvedés után hasnyálmirigy rákban meghalt. Alig egy hónappal később, 1938. április 2.-án bátyja, boldogfai Farkas Gyula (1907–1938) főhadnagy, a Háros-szigeti műszaki gyakorló téren felügyelt egy fegyver bemutatást, amelyen egy katona rosszul aktivált egy aknát; Farkas Gyula sietve kivette a kezéből, hogy minél messzire hajítsa el a tömegtől, azonban az akna felrobbant és azonnal Farkas Gyula fej és szív sérüléseibe belehalt.

## A második világháború alatt
1939. május 1-től kezdve László Dezső vezérkari ezredes anyagi alosztályának a vezetője lett. Rövid idő után Mindszenty József, aki akkoriban Újudvarban tartózkodott, Farkas Endréhez fordult segítségért. Farkas gyermekkora óta ismerte Mindszentyt, mivel nagynénje, Fanglerné boldogfai Farkas Zsófia (1884-1948), hosszú éveken keresztül volt a helyi katolikus nőegylet elnöke, és az akkori zalaegerszegi plébánossal, Pehm Józseffel dolgozott – és a bíboros kérésére a város élelmiszerhiányát megoldotta. 1939. július 26-án, a Felvidék visszacsatolásával kialakult különleges helyzetben kiváló és eredményes teljesítményéért honvéd vezérkari-főnöki elismerésben részesült. 1940. május 1-jén az 1. vezérkari-főnöki osztályhoz osztották be Szegedről Budapestre. A második bécsi döntés (1940. augusztus 30.) után szervezte az élelmiszer ellátását, és katonai közigazgatását a területeknek. 1940. október 22-én a kormányzó Észak-Erdélynek a „magyar Szentkoronához” történt visszacsatolása alkalmából a Magyar Érdemrend Lovagkeresztjét adományozta neki. Fontos tevékenysége, szolgálata miatt, 1941. június 18-án vehette át Horthy Miklós kormányzótól az Erdélyi Emlékérmet, Kelet-Magyarország és Erdély egy részének 1940. október 1-i felszabadulásának emlékére. 1941. március 30-án, amikor Jugoszlávia náci megszállása zajlott, vezérkari századosként vezette a jegyzőkönyvet Horthy, Teleki Pál és Werth Henrik közötti tárgyaláson. Zalaegerszegre több ízben hívták meg előadást tartani: 1941. márciusában boldogfai Farkas Endre vezérkari százados "A mai háború időszerű kérdései magyar szemmel" címen tartott előadást a Zalaegerszegi Kaszinóban.
Werth Henrik tábornok felmentése után, Szombathelyi Ferenc vezérezredest nevezték ki a helyébe. Farkas Endre a visszacsatolt délvidéki területek az élelmiszer ellátásának a tervezéséhez sikeresen járult hozzá. Ezért 1941. december 6-án részére, a Délvidéki Emlékérmet adományozta a kormányzó. A budapesti súlyos élelmiszerhiány idején az 1. vezérkari-főnöki osztálytól a Legfelsőbb Honvédelmi Tanács vezértitkárságához 1942. február 1-én helyezték át Budapestre a magyar királyi Közellátási minisztérium országmozgósítási osztály vezetőjéül. Az ott dolgozó polgári tisztviselők közreműködésével búzát, burgonyát, tojást és egyéb alapvető élelmiszert biztosított a fővárosnak, hogy az élelmiszerhiány megszűnjön.
A háború végén, 1944. június 30-án, a magyar királyi gyalogság vezérkari őrnagya lett 36 évesen. 1944. június 8-án kiküldték Lajtos Árpád leváltására a 24. gyalog hadosztályba, új vezérkari főnökként. A Kárpátok előterében zajló szovjet ellen a támadás után a visszavonulást rendelte el. Farkas Endre augusztus 21-ig a vezérkari főnök volt a 24. gyalog-hadosztályban. Augusztus 25-én megérkezett Kolozsvárra, ahol Dálnoki Veress Lajos várta őt az új 2. magyar hadsereg élén. A katonákat a 24. osztályból más hadosztályokba küldte, és sokan csatlakoztak a 2. magyar hadsereghez. Tudva, hogy Horthy Miklósnak le kell mondania a hivataláról, Dálnoki Veress Farkas Endrét küldte Tiszadob térségébe egy jó és tartós védőállásrendszer előkészítésére a Tisza keleti oldalán. 1944. október 15-étől Farkas Endre állandó beosztás nélkül maradt; amikor október 16-án Szálasi Ferenc lett az új államfő, és minden katonatisztnek azonnal fel kellett esküdnie Szálasira, ezt Farkas Endre és még jó néhány katonatiszt nem tette meg. A kormányzó lemondása miatt pedig már nem volt tényleges katona, és nem volt állandó hadi beosztása sem. Október 15. délutánján Farkas Endre az alárendelt katonai személyzettel a kocsordosi földbirtokára utazott. Ott elbúcsúzott, az ottani neki dolgozó személyzetnek kijelentvén, hogy a háborút biztosan elvesztették már, és neki muszáj útnak indulni családjával együtt, és többet nem térhet vissza. Onnan Debrecenbe utazott, ahol felesége és a Lenz család többi tagja talált menedéket a vidéki kastélyukban. Odaérkezése után Farkas Endre kijelentette, hogy a családjának muszáj azonnal elhagynia az országot, és ha másnap, október 16-án indulnak el, biztosan időben át tudnak kelni a Tiszán és a Dunán az oroszok megérkezése előtt. A Lenz család útnak indult gépkocsival Győr felé, és onnan Ausztriába; ekkor Farkas Endre még az országban maradt.
Shvoy Kálmán vegyes-dandárján keresztül október végén bekapcsolódott a Magyar Front tevékenységébe, a Nagy Jenő vezérkari ezredes katonai felkelés szervezésébe, hiszen szimpatizált a vezetői elveivel. Amikor november 22-én a nyilasok letartóztatták a felkelés vezetőit egy budapesti lakásban, a letartóztatást és kivégzést – késése miatt – egyedül ő kerülte el, ugyanis, amint észrevette az utcán, hogy fegyveres nyilasok törtek be a lakásba, azonnal elmenekült onnan.

## Menekülése és élete Venezuelában
Farkas Endre – kapcsolatainak köszönhetően – a családját Ausztriába küldte, majd ő is Salzburgba menekült egy katonai különvonaton, amely 1945. március 17.-én reggel 7 és 8 óra között érkezett Csákánydoroszlóra. 1945. március 20-án már Salzburgba érkezett a vonat, és egy sörgyár mellett állomásoztak. Hamarosan ezt követően amerikai fogságba esett, és az amerikai mühldorfi fogolytáborba került. Endre 1945. május 24-én civil ruhában elhagyta a fogolytábort. Sikeres szökése után Svájcban találkozott apósával, Lenz Józseffel. A Lenz család már több hónapja tartózkodott Svájcban, ahonnan számos szeretetcsomagot és egyéb küldeményeket küldtek Magyarországra, az ottani rokonai és barátai megsegítéségére. Farkas Endre egyik régi jó barátja, valamint nagy tisztelője volt széki gróf Teleki Jánosnak (1893–1946), egykori országgyűlési képviselőnek, akit már egészen fiatal korában ismert meg. A második világháború után Teleki János gróf, felesége és gyermeke Svájcba menekült Lenz József segítségével; Lenz volt, aki lebonyolította a grófi családnak a svájci bejutását. Farkas Endrének egy kedves barátja és katonai bajtársa simontornyai Schamschula Artur (1902–1981), tüzér alezredes volt; apját, vitéz simontornyai Schamschula Rezső (1858–1931) gyalogsági tábornokot Farkas Endre mélyen tisztelte és kedvelte. Farkas Endre kedves barátja és egyben ludovikás évfolyamtársa vitéz Adonyi Ferenc (1909–1995), vezérkari őrnagy, hadtörténész, akivel majd sűrűn tartott kapcsolatot az emigráció során. Emlékirataiban Farkas Endre kijelentette azt, hogy: "vitéz Adonyi Naredy Ferenchez igazi, őszinte barátság fűz, egész életemre szép emlék közös katonaidőnk. Caracasi tartózkodásom elején meg is látogatott igen csinos kislányával együtt".
Farkas Endre az egész családjával 1946. szeptember 20-án elindult az M.S. Bolivia nevű hajóval a svédországi Göteborgból, majd október 6-án megérkeztek a venezuelai La Guaira kikötőbe. Venezuelában eleinte kereskedelmi vonalon, majd a venezuelai Közmunkaügyi Minisztérium műszaki tisztviselőjeként dolgozott.
Szorgalmas munkájával hozzájárult a venezuelai magyar közösség megalapításához. 1954-ben indítványt tett, amellyel javasolta a venezuelai magyar „Mindszenty római katolikus egyházközösség” megalapítását, amelynek az egyik alapító tagja is lett. Hosszú éveken át tagja volt a venezuelai magyar római katolikus világi egyházi tanácsnak. 1975-ben meghívta látogatóba Venezuelába Mindszenty József hercegprímást, akit már gyerekkora óta ismert Zala vármegyéből; az ottani tartózkodását segített szervezni, valamint az igen rövid látogatását Kolumbiába, Bogotába, ahol felesége, Lenz Klára élt családjával együtt. Farkas Endre révén felesége Lenz Klára, és apósa, Lenz József, a két világháború közti korszakban Mindszentyt ismerték Budapesten, és onnantól fogva közeli kapcsolat alakult ki a Lenz családdal. Farkas Endre az emlékirataiban azt magyarázza, hogy "mikor hírt kaptam Bécsbe való kiszabadulásáról, azonnal egy hosszabb felkérő levelet küldtem itteni régebbi barátommal – Raffensperger Ferenccel – és meghívtuk ide Caracasba, hogy ismerje meg, hogyan élnek itt a hazánkból kimenekült katolikus és keresztény személyek békésen egymás mellett. Egyidejűleg egy kis fényképet is küldtem ünnepi ruhámban. Az itteni új fiú és leány cserkészcsapat vezetőiről is küldtem egy képet, melyen én is szerepelek Balthazár István, Raffensperger Ferenc, valamint az akkori lelkészünk, Dömötör Ede fehér miseruhában, és még több női és férfi személy. A Hercegprímás Őeminenciája, miután személyesen megismert és tudta, hogy milyen munkát végeztem katolikus érdekek szolgálatában, akkori katolikus lelkészünkön keresztül egy latin nyelvű levelet küldött nekem, melyben elismeri megmutatkozó érdemeimet... Miután az itteni római katolikus közösség meghívása után pár napra Bogotába kívánt repülni, írtam akkor már két gyermekemmel végleg élő feleségemnek, Klárinak. Felkértem fogadja a kardinális urat érkezésekor. Szervezze meg jól és előre, rövidebb ott a tartózkodása alatt jó kényelmes ellátását."
Farkas Endre úgyszintén alapító tagja volt a venezuelai MHBK-nak, és többször írt cikkeket a dél-amerikai magyar nyelvű Caribi Újságban, valamint több nyilvános beszédet tartott a magyarságról, és a venezuelai magyar kolónia helyzetéről. Negyven éven keresztül aktív szerepet játszott a venezuelai magyar kolóniában, és minden venezuelai magyar előtt ismert és tisztelt alak volt, akit közvetítőnek, kibékítőnek tekintettek. Nagy mennyiségű könyvet hozatott Magyarországról; a magyar középkori és kora újkori történelem érdekelte, azonban a két világháború politikai eseményeiről sokat olvasott, gyakran írt és vélekedett a témáról. Ezeket a gondolatokat az emlékirataiban örökítette meg. Otto von Bismarck elveit a nemzetről példakép állította, valamint mélyen tisztelte Habsburg Ottót. Farkas Endre unokatestvérének, dr. udvardi és básthi Udvardy Jenőné boldogfai Farkas Margit (1888-1972) úrnőnek a royalista befolyása révén legitimista elképzelései voltak. Élete végéig sajnálta az országnak és a magyar nemzetnek a sorsát 1945 után.
1988-ban egészsége megromlott egy otthoni baleset (elesés) után, ezért az Aconcagua idősek otthonába került, mivel az orvosok szerint már nem volt célszerű megengedni, hogy egyedül lakjon. Ezek után továbbra is járt a magyar kulturális házba, és találkozott ismerőseivel, bár az 1990-es évek elején már meglehetősen gyengült az egészsége. Farkas Endre 1994. november 18-án halt meg Caracasban, és a Cementerio del Este-ben (Keleti temetőben) temették el. Élete végéig „” folyékonyan beszélt magyarul, spanyolul, angolul és németül.

## Házassága és leszármazottjai
1942. február 15-én boldogfai Farkas Endre vezérkari százados a jómódú római katolikus nagypolgári Lenz családból származó Lenz Klárát (Budapest, 1924. június 30. –Madrid, 2013. február 16.) jegyezte el. A menyasszony szülei Lenz József (1897–1965) kereskedelmi tanácsos,tartalékos huszárszázados, a „Pro Ecclesia et Pontifice érdemrend” tulajdonosa, a "Gyümölcsexportőrök és Importőrök Egyesülete" elnöke,  nagykereskedő, nyékládházai földbirtokos, bérház-tulajdonos, és a jómódú budapesti nagypolgári Topits családból való Topits Klára (1901–1993) voltak. Lenz Klárának az apai nagyszülei Lenz Gyula (1838-1910), a "Lenz Testvérek" déligyümölcs és fűszer-kereskedő cég társtulajdonos, bérház-tulajdonos és Gömöry Anna Mária Etelka (1874–1946), kereskedőasszony, bérház-tulajdonos voltak; az anyai nagyszülei Topits Alajos József (1855–1926), a „Topits József fia” nevű Első Magyar gőztésztagyár tulajdonosa, a Ferenc József-rend lovagja, az Országos Ipar Tanács tagja, és Eckstein Franciska Otília (1870–1945) voltak. A menyasszonynak az anyai nagybátyja Topits Alajos Nándor (1894–1930), gőztésztagyár tulajdonosa, igazgatója, tartalékos főhadnagy. Lenz Klárának az apai nagy-nagybátyjai: Lenz János Nepomuk (1843-1913), nagykereskedő, a Ferenc József-rend lovagja, bérház-tulajdonos, Lenz Ferenc (1851–1926), nagykereskedő, kereskedelmi tanácsos, bérház-tulajdonos, valamint dr. Lux Gyula (1884–1957), nyelvész, tanügyi főtanácsos, a Magyar Királyi Állami Német-nyelvű tanítóképző Líceum alapítója és igazgatója, akinek a felesége Gömöry Irén (1888–1958) volt. A polgári házasságot 1942. május 20-án, az egyházit a budapesti Városmajori plébániatemplomban 1942. május 21-én csütörtök este 8 órakor tartották. A tanúk a menyasszonynak az apai nagybátyja dr. tolcsvai Nagy Barna (1890–1973), jogász, a honvédelmi minisztérium miniszteri tanácsos, valamint a vőlegénynek a sógora dr. forintosházi Forintos György (1902-1958), jogász, igazságügyi minisztérium osztályfőnöke voltak.
Farkas Endre és Lenz Klára házassága révén a vőlegény tulajdonosa lett a Tisza partján fekvő 1 576 kataszteri holdas Kocsordos földbirtok és a kis kúriának, amely Tiszadob mellett, Szabolcs vármegyében helyezkedett el (Tiszadobhoz 1 154, Kesznyétenhez 422 kataszteri hold tartozott). A kocsordosi uradalom mellett, Farkas Endre és Lenz Klára egy 35 kataszteri holdas vámospércsi, valamint 459 kataszteri holdas újlétai földet birtokoltak. Összesen 2 070 kataszteri holdja volt a házaspárnak négy településen. Házasságukból 3 gyermek született:
- boldogfai Farkas Botond Endre (Budapest, XII. kerület, 1943. május 28.–Budapest, XII. kerület, 1943. május 28.).[19]
- boldogfai Farkas Ákos Endre János (1944). Első felesége: N. N.; második felesége: N. N.
- boldogfai Farkas Teodóra Erzsébet Klára (1946). Férje: José Ángel Mayoral Ortiz de Landázuri (Barranquilla, Kolumbia, 1930. július 22.–Madrid, Spanyolország, 2010. május 16.), nagyvállalkozó, a spanyolországi és venezuelai "Fiesta" cukorkagyár alapítója és tulajdonosa.[20]

Budapesten feleségével a Városmajor utca 22-es szám alatti kétszintes Lenz házban éltek egy tágas földszinti négyszobás lakásban, amely az apósának az anyjáé, özvegy Lenz Gyuláné Gömöry Annáé volt. Vidéken a Szabolcs vármegyében elhelyezkedett Tiszadob melletti kocsordosi uradalombeli kúriájukban üdültek.

## Származása
| boldogfai Farkas Endre István (Nova, 1908. október 6. –Caracas, 1994. november 18.) vezérkari őrnagy, kocsordosi földbirtokos | Apja: dr. boldogfai Farkas István Imre (Boldogfa, 1875. július 11. – Budapest, 1921. január 6.) jogász, a Sümegi járás főszolgabírája, Zala vármegye törvényhatósági bizottsági tag, a Sümegvidéki Gazdakör tagja, a II. osztályú Polgári Hadi Érdemkereszt tulajdonosa | Apai nagyapja: boldogfai Farkas Ferenc (Boldogfa, 1838. szeptember 15. – Zalaegerszeg, 1908. január 20.) Zala vármegye számvevője, pénzügyi számellenőre, Zala vármegyei bizottsági tag, a zalamegyei gazdakör alapítótagja, a "Zalamegyei Gazdasági egyesület" tagja, az andráshidai önkéntes tűzoltó egylet tagja, a Zalamegyei megyeházai könyvtár őrzője, földbirtokos    | Apai nagyapai dédapja: boldogfai Farkas Ferenc (Boldogfa, 1779. május 16. – Boldogfa, 1844. április 16.) jogász, Zala vármegyei táblabíró, az 1809.évi nemesi felkelés hadnagya, földbirtokos (Szülei: boldogfai Farkas János Zala vm.-i főjegyző, Zala vm.-i Ítélőszék elnöke, táblabíró, földbirtokos, és lovászi és szentmargitai Sümeghy Judit) |
| boldogfai Farkas Endre István (Nova, 1908. október 6. –Caracas, 1994. november 18.) vezérkari őrnagy, kocsordosi földbirtokos | Apja: dr. boldogfai Farkas István Imre (Boldogfa, 1875. július 11. – Budapest, 1921. január 6.) jogász, a Sümegi járás főszolgabírája, Zala vármegye törvényhatósági bizottsági tag, a Sümegvidéki Gazdakör tagja, a II. osztályú Polgári Hadi Érdemkereszt tulajdonosa | Apai nagyapja: boldogfai Farkas Ferenc (Boldogfa, 1838. szeptember 15. – Zalaegerszeg, 1908. január 20.) Zala vármegye számvevője, pénzügyi számellenőre, Zala vármegyei bizottsági tag, a zalamegyei gazdakör alapítótagja, a "Zalamegyei Gazdasági egyesület" tagja, az andráshidai önkéntes tűzoltó egylet tagja, a Zalamegyei megyeházai könyvtár őrzője, földbirtokos    | Apai nagyapai dédanyja: kéthelyi Joó Borbála (Perenye, 1817. február 1. - Boldogfa, 1881. március 16.) (Szülei: kéthelyi Joó János szabómester és Lintner Helén) |
| boldogfai Farkas Endre István (Nova, 1908. október 6. –Caracas, 1994. november 18.) vezérkari őrnagy, kocsordosi földbirtokos | Apja: dr. boldogfai Farkas István Imre (Boldogfa, 1875. július 11. – Budapest, 1921. január 6.) jogász, a Sümegi járás főszolgabírája, Zala vármegye törvényhatósági bizottsági tag, a Sümegvidéki Gazdakör tagja, a II. osztályú Polgári Hadi Érdemkereszt tulajdonosa | Apai nagyanyja: nemesnépi Marton Zsófia (Nemesnép, 1842. augusztus 18. – Andráshida, 1900. április 19.) földbirtokos asszony | Apai nagyanyai dédapja: nemesnépi Marton József (Andráshida, 1797. április 5. – Andráshida, 1858. június 16.) jogász, zalai táblabíró, alszolgabíró, esküdt, földbirtokos (Szülei: nemesnépi Marton György alszolgabíró, táblabíró, az 1809.évi nemesi felkelés alhadnagya, andráshidai és söjtöri földbirtokos, és petrikeresztúri Patay Rozália)  |
| boldogfai Farkas Endre István (Nova, 1908. október 6. –Caracas, 1994. november 18.) vezérkari őrnagy, kocsordosi földbirtokos | Apja: dr. boldogfai Farkas István Imre (Boldogfa, 1875. július 11. – Budapest, 1921. január 6.) jogász, a Sümegi járás főszolgabírája, Zala vármegye törvényhatósági bizottsági tag, a Sümegvidéki Gazdakör tagja, a II. osztályú Polgári Hadi Érdemkereszt tulajdonosa | Apai nagyanyja: nemesnépi Marton Zsófia (Nemesnép, 1842. augusztus 18. – Andráshida, 1900. április 19.) földbirtokos asszony | Apai nagyanyai dédanyja: verbói Szluha Rózália (Szentgyörgyvölgy, 1816. február 22. – Andráshida, 1883. július 9.) (Szülei: verbói Szluha János seborvos, kisszegi földbirtokos, és nemes Kováts Zsuzsanna) |
| boldogfai Farkas Endre István (Nova, 1908. október 6. –Caracas, 1994. november 18.) vezérkari őrnagy, kocsordosi földbirtokos | Anyja: persai Persay Erzsébet Julianna (Nemesvid, 1885. július 26. – Sümeg, 1913. április 23.), a "Tulipán-Szövetség Magyar Védőegyesület" novai fiókjának a választmányi tagja                                                                                         | Anyai nagyapja: persai Persay Gyula (Áporka, 1855. március 14.– Nova, 1924. november 24.) novai gyógyszerész, Zala vármegyei bizottsági tag, novai földbirtokos, a "Nova és Vidéke Takarékpénztár Részvénytársaság" vezérigazgatója, a Függetlenségi és Negyvennyolcas Párt novai fiókjának a vezetője, a "Tulipán-Szövetség Magyar Védőegyesület" novai fióknak a társelnöke | Anyai nagyapai dédapja: persai Persay János István (Abony, 1813. december 16. – Áporka, 1870. március 2.) áporkai földbirtokos (Szülei: persai Persay Sándor abonyi uradalmi ispán és brezányi Brezányi Zsuzsanna) |
| boldogfai Farkas Endre István (Nova, 1908. október 6. –Caracas, 1994. november 18.) vezérkari őrnagy, kocsordosi földbirtokos | Anyja: persai Persay Erzsébet Julianna (Nemesvid, 1885. július 26. – Sümeg, 1913. április 23.), a "Tulipán-Szövetség Magyar Védőegyesület" novai fiókjának a választmányi tagja                                                                                         | Anyai nagyapja: persai Persay Gyula (Áporka, 1855. március 14.– Nova, 1924. november 24.) novai gyógyszerész, Zala vármegyei bizottsági tag, novai földbirtokos, a "Nova és Vidéke Takarékpénztár Részvénytársaság" vezérigazgatója, a Függetlenségi és Negyvennyolcas Párt novai fiókjának a vezetője, a "Tulipán-Szövetség Magyar Védőegyesület" novai fióknak a társelnöke | Anyai nagyapai dédanyja: tornóczi Szalay Terézia (Örkény, 1818. január 21. – Áporka, 1857. január 23.) (Szülei: tornóczi Szalay József örkényi uradalmi ispán, tápióbicskei földbirtokos, és nemes Takáts másképp Deák Abigél) |
| boldogfai Farkas Endre István (Nova, 1908. október 6. –Caracas, 1994. november 18.) vezérkari őrnagy, kocsordosi földbirtokos | Anyja: persai Persay Erzsébet Julianna (Nemesvid, 1885. július 26. – Sümeg, 1913. április 23.), a "Tulipán-Szövetség Magyar Védőegyesület" novai fiókjának a választmányi tagja                                                                                         | Anyai nagyanyja: nemeskéri Kiss Erzsébet Mária Klementina Alojzia (Marcali, 1867. március 14.– Nemesvid, 1888. március 1.) | Anyai nagyanyai dédapja: nemeskéri Kiss István (Marcali, 1833. augusztus 1. - Nemesvid, 1884. február 29.) gyógyszerész, marcali és nemesvidi gyógyszertár tulajdonos (Szülei: nemeskéri Kiss Gábor marcali gyógyszerész és duliczi Duliczky Franciska)                                                                                             |
| boldogfai Farkas Endre István (Nova, 1908. október 6. –Caracas, 1994. november 18.) vezérkari őrnagy, kocsordosi földbirtokos | Anyja: persai Persay Erzsébet Julianna (Nemesvid, 1885. július 26. – Sümeg, 1913. április 23.), a "Tulipán-Szövetség Magyar Védőegyesület" novai fiókjának a választmányi tagja                                                                                         | Anyai nagyanyja: nemeskéri Kiss Erzsébet Mária Klementina Alojzia (Marcali, 1867. március 14.– Nemesvid, 1888. március 1.) | Anyai nagyanyai dédanyja: Schandl Alojzia Johanna (Győr, 1837. május 11.–† Marcali, 1915. december 4.) (Szülei: Schandl János, Győr szabad királyi város képviselője az 1848-as szabadságharc alatt, Győr községi tanácsosa, győri bérháztulajdonos, gyümölcs- és gabonakereskedő, kasznár, dunasztenpáli földbirtokos és Lakner Alojzia)           |